# Tierphysiologie
Die Tierphysiologie (auch Zoophysiologie) ist die Lehre von den Funktionen von Geweben, Organen und Organsystemen bei Tieren auf allen Ebenen, sowohl molekular, als auch in größerem Rahmen, und damit, wie diese Funktionen gesteuert und reguliert werden. Hierbei können auch Erkenntnisse über die menschliche Physiologie gewonnen werden. Die Tierphysiologie ist ein Teilgebiet der Zoologie.
Zentrale Themen der Tierphysiologie sind: Struktur-Funktions-Beziehungen, Adaptation, Akklimatisation, Homöostase, Feedback-Kontrollsysteme sowie Konformität und Regulierung. Teilgebiete der Tierphysiologie sind die Ökophysiologie und die Evolutionsphysiologie. Die Veterinärphysiologie als Teilgebiet der Veterinärmedizin beschäftigt mit den Körperfunktionen bei Haustieren.

## Vergleichende Physiologie
Der deutsche Zoologe Wolfgang von Buddenbrock-Hettersdorff (1884–1964) gilt als Begründer der vergleichenden Physiologie. Die vergleichende Physiologie untersucht Gemeinsamkeiten und Unterschiede in den Körperfunktionen in Abhängigkeit von der systematischen Stellung der Tiere.
Fachzeitschriften für vergleichende Physiologie sind das American Journal of Physiology, Annual Review of Physiology, Comparative Biochemistry and Physiology, Integrative and Comparative Biology, das Journal of Comparative Physiology, das Journal of Experimental Biology und Physiological and Biochemical Zoology.